# Prenotazione annullata
Prenotazione annullata (Cancel My Reservation) è un film commedia americano del 1972 con Bob Hope ed Eva Marie Saint, e diretto da Paul Bogart. Il film fu l'ultimo dell’attrice Eva Marie Saint prima di prendersi una pausa dal grande schermo fino a film Niente in comune del 1986.

## Trama
Il personaggio televisivo Dan Bartlett, in difficoltà con la moglie e collega televisiva Sheila, si ritira nel suo ranch in Arizona, ma il corpo di Mari Little Cloud viene ritrovato per caso nel retro dell’auto di Dan e viene arrestato.

## Produzione
Nel film è presente il pluripremiato John Wayne, attore di fama internazionale che nella pellicola fa un piccolo cameo.

## Critica
Come la maggior parte dei film prodotti da Bob Hope negli anni 70, Cancel My Reservation non fu un successo al botteghino e fu stroncato dalla critica. Hope e sua moglie Dolores parteciparono alla première del film al Radio City Music Hall di New York City (tra l'altro durante uno sciopero del sindacato dei musicisti, che impedì alla band e alle Rockettes di esibirsi). Hope disse che ormai era troppo vecchio per interpretare un attore principale e che quindi non avrebbe più recitato in un altro film.